# 다티스

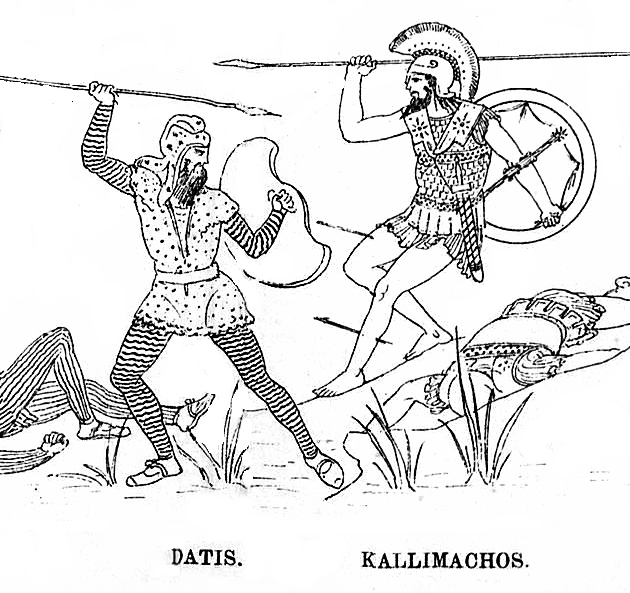

다티스(Datis) 또는 다투스(Datus, 고대 페르시아어: Dâtiça)는 다리우스 1세 시절 페르시아 제국에 복역한 메디아 출신의 장군이다. 그는 제1차 그리스-페르시아 전쟁에서 아르타페르네스와 함께 페르시아 제국군의 공동 지휘를 맡은 것으로 유명하다.
다티스는 기원전 490년 악명높은 페르시아 이모탈을 이끌고 낙소스 포위 공격과 에레트리아 약탈에서 활약한 페르시아 제국군 지휘관 중의 한 사람이었다. 그는 같은 해 마라톤 전투에서의 아테네군에게 기습 공격을 가한 페르시아 장군 중의 한 명이기도 했다. 크니도스의 크테시아스는 다티스가 마라톤에서 격살되었으며, 아테네군은 그의 시체를 인도하길 거부했다고 말한다. 그러나 이 주장은 헤로도토스가 다티스는 전투에서 살아남았다고 한 이전의 주장과는 배치되는 내용이다.
다티스는 원래 다리우스 1세가 트라키아 원정에서 부상당한 마르도니우스의 대신해 아르타페르네스와 함께 그리스 침공을 위해 소환되었다.